# Judas Macabeu

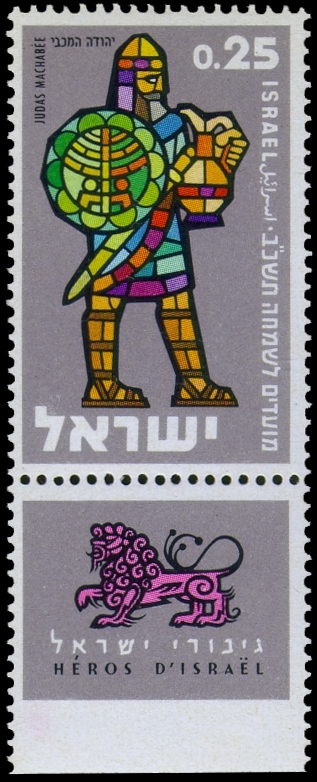
Selo israelense de 1961 da série "heróis de Israel" com a representação de Judas Macabeu

Judas Macabeu ou Judas o Macabeu (em hebraico: יהודה המכבי, transl. Yehudah HaMakabi, lit. "Judas, o Martelo") foi o terceiro filho do sacerdote judeu Matatias. Liderou a revolta dos Macabeus contra o Império Selêucida (167-160 a.C.). Seu epíteto, Macabeu, vem da palavra do siríaco maqqaba, "martelo", e este nome foi-lhe concedido em reconhecimento pela sua bravura em combate.
Em 175 a.C., Antíoco IV Epifânio chegou ao trono do Império Selêucida e iniciou uma campanha de assimilação contra os habitantes da Judeia. Num esforço de unificar os elementos Gregos do seu império, Antíoco determinou a destruição da fé Judaica e a helenização dos Judeus. Um Édito foi publicado impondo os rituais religiosos aos Judeus em Jerusalém, sob pena de morte.
Um alto sacerdote chamado Matatias, recusou publicamente, iniciando uma revolta. Escapou para o deserto levando consigo outros combatentes, que acabariam por conseguir expelir os invasores helenistas. Em 160 a.C., Judas Macabeu foi morto em combate por um exército enviado pelo rei Demétrio I Sóter.